# Lama dei Peligni
Lama dei Peligni – miejscowość i gmina we Włoszech, w regionie Abruzja, w prowincji Chieti.
Według danych na rok 2004 gminę zamieszkiwało 1485 osób, 47,9 os./km².